# ブニャーラ
ブニャーラ（イタリア語: Bugnara）は、イタリア共和国アブルッツォ州ラクイラ県にある、人口約1,100人の基礎自治体（コムーネ）。

## 地理

### 位置・広がり

#### 隣接コムーネ
隣接するコムーネは以下の通り。
- アンヴェルサ・デッリ・アブルッツィ
- コクッロ
- イントロダックア
- プレッツァ
- スカンノ
- スルモーナ

## 行政

### 分離集落
ブニャーラには、以下の分離集落（フラツィオーネ）がある。
- Torre dei Nolfi, Faiella, Paccucci, Stazione Anversa - Villalago Scanno

## 文化・観光
「イタリアの最も美しい村」クラブ加盟コムーネである。